# Pöham
Pöham ist ein Ort im Fritztal, Land Salzburg, wie auch Ortschaft der Gemeinde Pfarrwerfen und Ortsteil der Stadtgemeinde Bischofshofen, im Bezirk Sankt Johann (Pongau).

## Geographie
Pöham befindet sich etwa 10 km nördlich von St. Johann im Pongau 5 km südöstlich vom Dorf Pfarrwerfen und 5 km nordöstlich der Stadt Bischofshofen. Der Ort liegt am unteren Fritzbach im Engtal zwischen Tennengebirgssüdabdachung (Nördliche Kalkalpen) und Hochgründeckmassiv der Fritztaler Berge (Salzburger Schieferalpen), auf um die 610 m ü. A. Höhe. Nordöstlich erhebt sich das Donneregg (1524 m ü. A.), südlich der Breitspitz (1804 m ü. A.).
Das Dorf Pöham erstreckt sich über etwa 1 km am linken (südlichen) Ufer des Fritzbachs entlang der Katschbergstraße (B 99). Westlich der Kirche bildet diese die Gemeindegrenze, die Häuser dort nördlich der Straße – und einige am anderen Fritzbachufer – gehören zu Pfarrwerfen, insgesamt etwa 30 Adressen. Die Dorfkirche selbst und die anderen Häuser, weitere um die 30 Adressen, gehören aber zur Ortschaft Winkl von Bischofshofen, und die taleinwärtigsten Häuser zu Alpfahrt, einer weiteren Bischofshofener Ortschaft. Damit umfasst der Ort insgesamt etwa 70 Adressen.
Die Pfarrwerfener Ortschaft Pöham erstreckt sich noch die rechte Talseite hinauf auf die Hangschulter bei Dorf und Grub. Beiderseits der Tauern Autobahn liegen dort noch einige Gehöfte, darunter Erlach, Dechl und Rain. Insgesamt umfasst diese Ortschaft um die 70 Gebäude mit gut 200 Einwohnern.
Zwischen den beiden Ortschaftsteilen gibt es keine direkte Straßenverbindung, man erreicht die Hanglagen von Pöham über den Güterweg Römerweg bei Ellmauthal (hinauf zum Knoten Pongau).
| Ellmauthal (O, Gem. Pfarrwerfen)  | Grub (O, Gem. Pfarrwerfen)                  |                                  |
| Sankt Rupert (Gem. Bischofshofen) | Kompassrose, die auf Nachbargemeinden zeigt | Sonnhalb (Gem. Hüttau)           |
| Kreuzberg (O, Gem. Bischofshofen) | Winkl (O, Gem. Bischofshofen)               | Alpfahrt (O, Gem. Bischofshofen) |

## Geschichte
Grabungen haben die wichtige Römerstraße von Aquilea nach Augusta Vindelicorum (Augsburg) über Iuvavum (Salzburg), die Römerstraße Virunum–Iuvavum, belegt, sie lief durchs Fritztal über Hüttau (römischen Meilensteine) und über die tennengebirgsseitige Talschulter zum Mansio (Poststation) Vocario, wohl das heutige Dorfwerfen. Dieser Verlauf entspricht etwa der heutigen Straße Römerstraße von Dorfwerfen bis Pöham/Alpfahrt
Peham war eigentlich ebenfalls ein Ortsname auf der Talschulter.
Der Name ist kein eigentlicher -ham-Name (alt ‚Heim‘), sondern bedeutet Böhme (Böhmen altertümlich Behaim, Pöheim).
Ursprünglich hieß diese Gegend Gasteig (‚steiler Weg‘), ein Alhaidem de Gastaig in der Vritz ist um 1250 urkundlich.
Hier findet sich dann im 16. und 17. Jahrhundert die Familie Behaim am Gut Vordergastag.
Die Ortslage Peham ist noch im Franziszäischen Kataster der 1830er dort verzeichnet,
die alten Gehöfte Gasteig sind aber dem Autobahnbau zum Opfer gefallen ist.
Zu Pöham gehört auch das Fritzlehen als Urhof (1299 bei Werfen dacz Fritzelin, heute Pöham 7).
Im Tal lagen noch im frühen 18. Jahrhundert nur die Anwesen Raindl (abgekommen), Brandstadt (Haus Winkl 1), Pfeiflehen (Pöham 9, der heutige Ortskern), Gschwandt (Winkl 2) und die Fritzmühle (Alpfahrt 2). Dort befand sich mit der Fritztalstraße, lange eine Reichstraße, ein seit der Vor- und Römerzeit bedeutender Verkehrsweg. Um 1870 wurde mit dem Dichtlwirt ein erstes Fuhrgasthaus eingerichtet.
Ursprünglich gehörte der ganze Raum mit Winkl, Alpfahrt und Kreuzberg zur Pfarrei Werfen, Mit Schaffung der Ortsgemeinden 1848/49 wurde das ganze Gebiet, auch südlich des Fritzbachs, als Katastralgemeinde Winkl ein Teil der Gemeinde Pfarrwerfen.
1938, nach dem Anschluss Österreichs, als vielerorts Großgemeinden gebildet und Gemeindegrenzen verschoben wurden, sind die Gemeinden Pfarrwerfen und Werfenweng unter dem neuen Gemeindenamen Dorfwerfen zusammengelegt wurden. Gleichzeitig wurde die Katastralgemeinde Winkl mit den Ortschaften Alpfahrt, Winkl und Keuzberg von Pfarrwerfen abgetrennt und der Gemeinde Bischofshofen eingemeindet. Mitten durch den Ort Pöham verläuft seit diesem Zeitpunkt die Grenze zwischen den beiden Gemeinden.
Nach dem Krieg wurde Werfenweng 1948 wieder eine eigenständige Gemeinde, die Katastralgemeinde Winkl verblieb bei Bischofshofen.
Die Bahnstrecke Selzthal–Bischofshofen, die heutige Ennstalbahn (seinerzeit auch Giselabahn genannt), wurde am 6. August 1875 eröffnet, und die hier eingerichtete Haltestelle Pöham genannt. Damit setzte sukzessive die Ortsentwicklung ein.
Beim Alpenhochwasser September 1899 wurde der Ort schwer verwüstet, Bahn und Straße konnten erst im Folgejahr wieder in Betrieb genommen werden.
1902 wurde eine Volksschule eröffnet, 1912 ein Löschzug der Freiwilligen Feuerwehr eingerichtet.
1928 wurde die um 1746 beim Pfeiflehengut errichtete Brandstättkapelle abgerissen, und eine neue Kirche zu Ehren Mariä Himmelfahrt erbaut. Sie untersteht als Filialkirche noch Pfarrwerfen, wird vom Steyler Missionshaus St. Rupert her betraut und besitzt einen eigenen Pfarrgemeinderat.

## Infrastruktur und Sehenswürdigkeiten
Die Haltestelle der Ennstalbahn liegt am talsauswärtigen Ortsende bei Brandstatt, schon auf Bischofshofener Gebiet. Hier halten Regionalzug-Kurse der ÖBB (Bischofshofen – Radstadt, teils weiter Schladming – St. Michael in Oberstmk.), die in den Salzburger Verkehrsverbund (SVV) eingebunden sind. Die Fahrtzeit nach Bischofshofen Bhf. beträgt 5 Minuten, nach Radstadt Bhf. gut 20 Minuten, nach Selzthal Bhf. 13⁄4 Stunden.
Sehenswert ist insbesondere die denkmalgeschützte Filialkirche Pöham, eine schlichte modernistische Landkirche mit barocker Ausstattung.

## Belege
1. 1 2  Die Bischofshofener Adressen sind von der Statistik Austria jeweils als Häusergruppe klassiert, das sind Ansammlungen ohne explizite historische Siedlungsstruktur.
2. ↑  Johannes Freutsmiedl: Römische Straßen der Tabula Peutingeriana in Noricum und Raetien. Verlag Dr. Faustus, 2005, ISBN 978-393347436-0, 98. Von Ani nach Vocario.
3. 1 2  Dieses aber schon als Name der Herkunft vom Heim zu sehen: Die -ham-Namen gehören zur hochmittelalterlichen Siedlungsschicht. Zum Herkunftsnamen dazu vergleiche dialektal Behm ‚der Böhme, der aus Böhmen‘. Angaben nach: 
Leopold Ziller: Die Salzburger Familiennamen: ihre Entstehung, Herkunft und Bedeutung. Band 11 von Mitteilungen der Gesellschaft für Salzburger Landeskunde. Ergänzungsband, Ges. für Salzburger Landeskunde, 1986, Eintrag Peham (Beham), S. 37.
4. ↑  Traditiones, Salzburger Urkundenbuch I, S. 764, Z. 18.
5. 1 2  Die Kirchen von Pfarrwerfen · Werfen · Werfenweng. Kirchenführer, o. n. A., Kapitel Filialkirche Maria Himmelfahrt in Pöham. S. 14 (pdf, werfenweng.gv.at).
6. ↑  Franziszäischer Kataster 1817–1861 (Layer online bei SAGIS)
7. ↑  Konskr.Nr. 216, 224, bei Pöham 12, auch Konskr.Nr. 242 zwischen Erlach- und Raingut
8. ↑  Original, Salzburger Urkundenbuch IV, S. 247, Nr. 207.
9. ↑  Lit. Wieland, 2012, Die ältesten Gebäude unseres Orts: Gasthaus Dichtl, S. 8.
10. ↑  Kurt Klein (Bearb.): Historisches Ortslexikon. Statistische Dokumentation zur Bevölkerungs- und Siedlungsgeschichte. Hrsg.: Vienna Institute of Demography [VID] d. Österreichische Akademie der Wissenschaften. Salzburg, Ehem. Pfarre Werfen (Pfarrwerfen), S. 70 (Onlinedokument, Erläuterungen. Suppl.; beide PDF – o.D. [aktual.]).
11. ↑   Verordnungsblatt für den Amtsbereich des Landeshauptmannes für Salzburg vom 24. November 1938 mit Wirksamkeit per 1. Jänner 1939.
12. ↑  Verordnungsblatt für den Amtsbereich des Landeshauptmannes für Salzburg vom 31. Dezember 1938 mit Wirksamkeit per 1. Jänner 1939.
13. ↑  Lit. Wieland, 2012, Elementare Ereignisse im Ort und im Tal, S. 5.
14. ↑  Lit. Wieland, 2012, Entstehung und Entwicklung der Volksschule Pöham, S. 9 f.
15. ↑  Lit. Wieland, 2012, Freiwillige Feuerwehr – Löschzug Pöham 1912 bis 1987, S. 12 f.
16. ↑  Lit. Wieland, 2012, Die ältesten Gebäude unseres Orts: Was uns die Brandstättkapelle erzählt, S. 7.
17. 1 2  Die Kunstdenkmäler Österreichs. Dehio Salzburg 1986, Pfarrwerfen (!), Filialkirche Maria Himmelfahrt in Pöham, S. 298.
18. ↑  Stationsinformation Pöham, ÖBB Scotty.